# Língua inuvialuctune
Inuvialuctune (inuvialuktun), também conhecido como inuíte canadense ocidental, inuktitut canadense ocidental ou inuktun canadense ocidental, compreende várias variedades de línguas inuítes faladas no norte dos Territórios do Noroeste e Nunavut pelos inuítes canadenses que se chamam Inuvialuit.